# Ryszard Stempień
Ryszard Stempień (ur. 1.02.1923 w Warszawie, zm. 21.05.1989 w Łodzi) – polski lekarz chorób zakaźnych, profesor Akademii Medycznej w Łodzi.

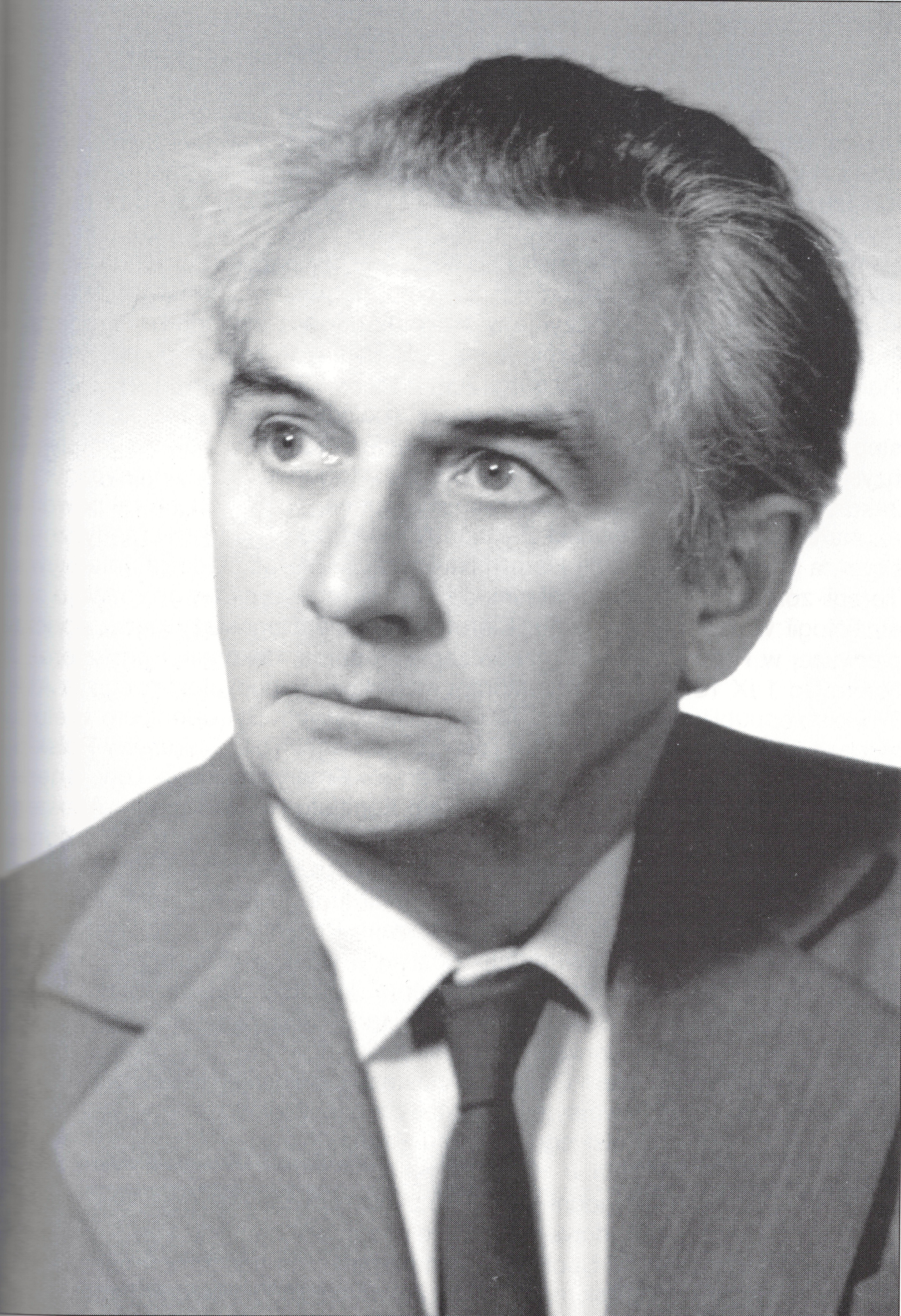
Prof. Ryszard Stempień

## Życiorys
Po ukończeniu szkoły powszechnej w Warszawie rozpoczął pracę w Państwowym Zakładzie Higieny, którą kontynuował w czasie okupacji (równocześnie ucząc się i uzyskując w 1943 r. maturę na tajnych kompletach w Gimnazjum im. T. Reymonta w Warszawie) oraz po 1945 r.  W 1951 r. otrzymał dyplom lekarza w Akademii Medycznej w Łodzi, wcześniej studiując na Wydziale Lekarskim Uniwersytetu Łódzkiego. W 1962 r. doktoryzował się na podstawie dysertacji pt. Wpływ kortyzonu na przebieg doświadczalnego zakażenia pałeczką Salmonella Typhimurium u myszy (promotor: doc. Jan Chrzanowski). Stopień doktora habilitowanego uzyskał w 1966 r. w oparciu o pracę pt. Badania nad rozmieszczeniem znakowanej 311J-enterotoksyny gronkowcowej i 131J-albuminy u królików oraz wpływ niektórych leków na stopień ich wydalania. 
W 1967 r. powołano go na stanowisko kierownika Katedry i Kliniki Chorób Zakaźnych w Akademii Medycznej w Łodzi. Kierował jej pracami przez 22 lata. W 1967 r. został docentem, a w 1973 r. – profesorem nadzwyczajnym. 
Był promotorem 15 rozpraw doktorskich i opiekunem 3 habilitacji. Posiadał drugi stopień specjalizacji z zakresu chorób zakaźnych oraz pierwszy stopień specjalizacji z mikrobiologii. Był członkiem Krajowego Zespołu Nadzoru Specjalistycznego ds. Chorób Zakaźnych i wojewódzkim specjalistą w zakresie chorób zakaźnych dla Łodzi.
Pozostawał aktywnym członkiem Polskiego Towarzystwa Epidemiologów i Lekarzy Chorób Zakaźnych, kierując Oddziałem Łódzkim tego towarzystwa oraz pracując w jego Zarządzie Głównym.  W 1972 r. został wybrany przewodniczącym ZG PTEiLChZ. Należał do Międzynarodowego Towarzystwa Badań Chorób Zakaźnych i Pasożytniczych. W latach 1980–1988 zasiadał w kolegium redakcyjnym „Przeglądu Epidemiologicznego”. Od 1984 r. był członkiem Komitetu Ekologii Polskiej Akademii Nauk. 
Zasługą jego i jego zespołu było wprowadzenie do leczenia przewlekłego zapalenia wątroby preparatów o działaniu immunosupresyjnym. 

## Odznaczenia:[1]
- Krzyż Kawalerski Orderu Odrodzenia Polski
- Złoty Krzyż Zasługi
- Medal Komisji Edukacji Narodowej
- Medal 40-lecia Polski Ludowej
- Medal 25-lecia Akademii Medycznej w Łodzi

W 1988 r. nadano mu honorowe członkostwo Polskiego Towarzystwa Epidemiologów i Lekarzy Chorób Zakaźnych